# Ne vous mariez jamais
Pour plus de détails, voir Fiche technique et Distribution.
Ne vous mariez jamais (Don't Ever Marry) est un film américain réalisé par Marshall Neilan et Victor Heerman, sorti en 1920.

## Fiche technique
- Titre original : Don't Ever Marry
- Réalisation : Marshall Neilan et Victor Heerman
- Scénario : Marion Fairfax
- Producteur : 	Marshall Neilan
- Photographie : Henry Cronjager, David Kesson
- Production : Marshall Neilan Productions[1]
- Distribution : First National Exhibitors' Circuit
- Durée : 60 minutes
- Genre : Comédie
- Date de sortie : 
  - 18 avril 1920 (USA)
  - 29 décembre 1922 (France)

## Distribution

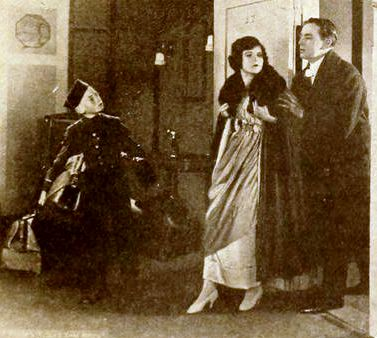
Marjorie Daw et Matt Moore dans une scène du film

- Matt Moore : Joe Benson
- Marjorie Daw : Dorothy Whynn
- Thomas Jefferson : Mr. Dow
- Mayme Kelso : Mrs. Dow
- Betty Bouton : Barbara Dow
- Christine Mayo : Myra Gray
- Herbert Standing : John Sitterly
- David Butler : Bill Fielding
- Wesley Barry : Bellhop
- Tom Wilson : House Detective